# Dioecesis Macedoniae

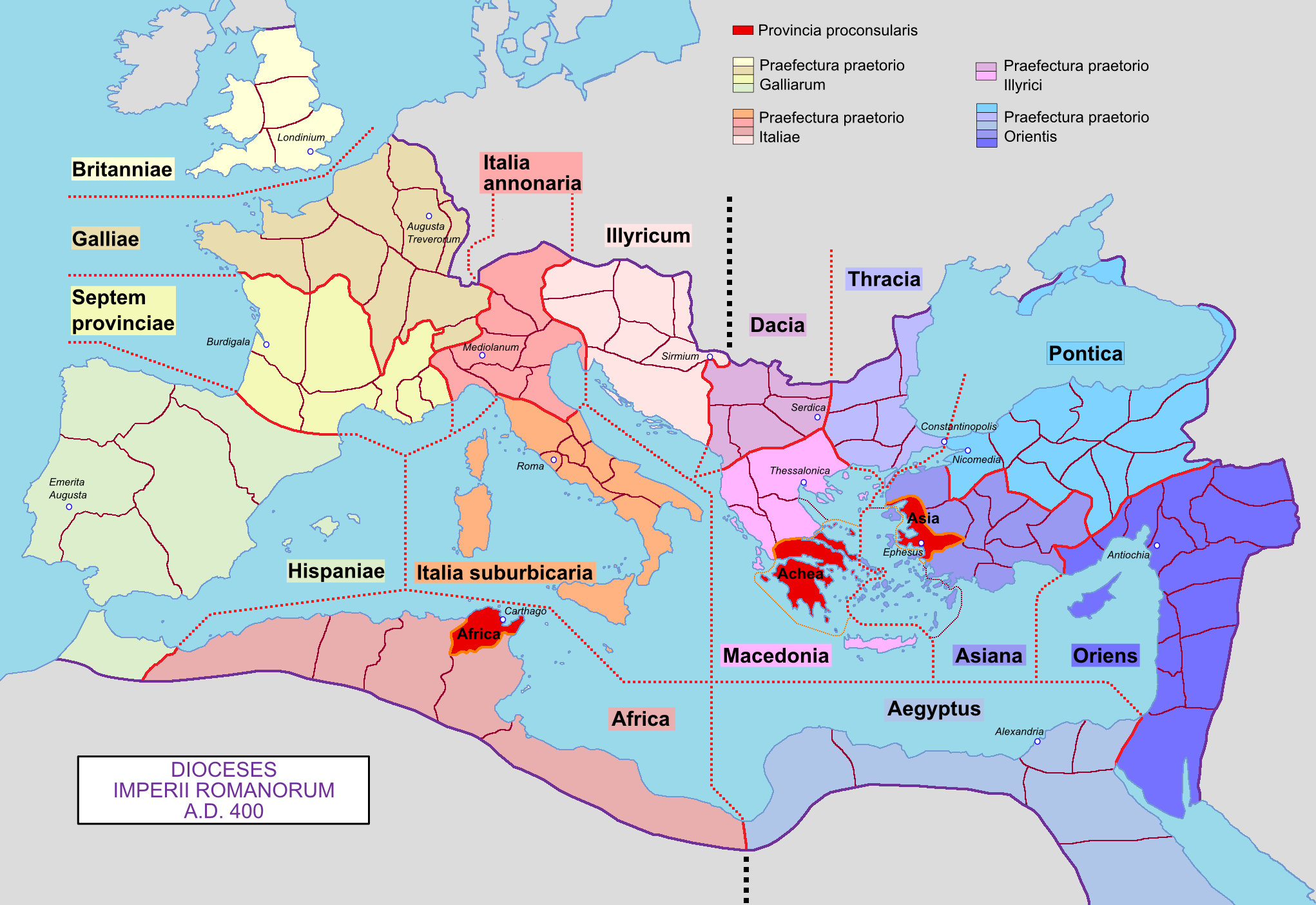
Die Diözesen um 400 n. Chr. (Spätantike)

Die Dioecesis Macedoniae (griech. Διοίκησις Μακεδονίας) war eine spätantike Verwaltungseinheit (Dioecesis) des Römischen bzw. Oströmischen Reiches, die große Teile des heutigen Griechenland umfasste. Sie bestand von ca. 337 bis in das 7. Jahrhundert. Hauptort war Thessaloniki.

## Gebietsstruktur
Die Dioecesis Macedoniae umfasste folgende 7 Provinzen:
- Macedonia Prima
- Macedonia Secunda bzw. Macedonia Salutaris (mehrfach abgeschafft und wieder errichtet)
- Thessalia
- Epirus vetus
- Epirus nova
- Achaea
- Creta

## Geschichte
Die Diözesen als Verwaltungseinheit wurden von Kaiser Diokletian begründet. Der Leiter der Diözesen (und Provinzen) war der Vicarius, Stellvertreter des nach 312 aus dem militärischen Prätorianerpräfekten hervorgegangenen Zivilbeamten. Die Provinzen der Diözese Macedoniae bildeten ursprünglich keine eigene Diözese, sondern waren Teil der Dioecesis Moesiae. Erst um das Jahr 337 wurden sie zu einer eigenen Diözese zusammengefasst. Bereits bei der Reichsteilung von 395 wurde die Struktur der Diözesen geändert in vier Präfekturen, 15 Diözesen und 119 Provinzen. 
Die Diözese gehörte nun zu Ostrom und war ab diesem Zeitpunkt dem praefectura praetorio per Illyricum (Griechisch: ἐπαρχότης/ὑπαρχία [τῶν πραιτωρίων] τοῦ Ἰλλυρικοῦ) unterstellt. Ebenso wie die Dioecesis Daciae wurde sie jedoch bis 437 von Westrom beansprucht, was teils zu heftigen Konflikten zwischen den beiden Reichsteilen führte. Die Diözese wurden um die Mitte des 5. Jahrhunderts von den Hunnen verwüstet und schließlich im frühen 7. Jahrhundert von den Slawen überrannt.